# Aleksej Vorobjov
Aleksej Vladimirovitsj Vorobjov (Russisch: Алексей Владимирович Воробьёв) (Toela, 19 januari 1988), ook internationaal bekend als Alex Sparrow,  is een Russisch zanger en acteur.

## Biografie
Vorobjev werd geboren in Toela in 1988. In zijn jeugd zong hij onder andere bij een folkensemble en nam deel aan onder de Moderne Delphische Spelen.

### Muzikale carrière

#### Doorbraak in Rusland
In 2006 deed Vorobjov auditie bij Sekret Oespecha, de Russische versie van het Britse format The X Factor. Hij werd daar uiteindelijk derde. Vervolgens kreeg Vorobjov een contract aangeboden van Universel Music Russia. Hierdoor kwam hij in contact met de producer RedOne die enkele nummers voor hem schreef. 

#### Eurovisiesongfestival
In 2008 nam Vorobjov deel aan Evrovidenie 2008, de Russische preselectie voor het Eurovisiesongfestival 2008, met het nummer New Russian Kalinka. Hij werd vijfde. Een jaar later probeerde hij het opnieuw met het nummer Angelom byt. Hiermee haalde hij de superfinale niet.
Op 5 maart 2011 werd bekendgemaakt dat Pervyj kanal Vorobjov rechtstreeks en intern had gekozen om Rusland te vertegenwoordigen op het Eurovisiesongfestival 2011 in Düsseldorf, Duitsland. De deelname van Vorobjov aan het Songfestival zorgde voor een aantal incidenten. Hij kwam onder meer onder vuur te liggen door het beschuldigen van mededeelnemer Eric Saade van plagiaat en het roepen van de leus S Dnjom Pobedy! aan het einde van zijn optreden. Tijdens zijn promotietour was Vorobjov ook te gast bij de MaDiWoDoVrijdagshow van Paul de Leeuw. 
Uiteindelijk wist Vorobjov zich met het nummer Get you te kwalificeren voor de finale, maar strandde daarin op een, door Rusland gezien als teleurstellende, zestiende plaats. 

#### Verdere muzikale carrière
In 2011 bracht Vorobjov het zijn debuutalbum Detektor lzji Vorobjova uit. In 2015 bracht hij de single en videoclip van het nummer Soemassjedsjaja uit, de videoclip ging viral op verschillende platforms en is inmiddels meer dan 115 miljoen keer bekeken op YouTube. Een jaar later bracht hij het vervolg op Soemassjedsjaja uit, onder de noemer Samaja krasivaja. 

### Acteercarrière
In 2006 maakte Vorobjov als Aleks zijn acteerdebuut in de televisieserie Metsjty Alisy die van november 2006 tot december 2007 liep. Van 2012 tot 2015 speelde hij een rol in  de serie Defftsjonki. In zijn carrière heeft Vorobjov in meer dan dertig films en televisieseries gespeeld. 

## Privéleven
In 2007 werd hij aangesteld als goodwillambassadeur voor Y-PEER, een initiatief van het Bevolkingsfonds van de Verenigde Naties.
In januari 2013 raakte Vorobjov zwaargewond tijdens een auto-ongeluk in Los Angeles.
1994: Joeddiph · 
1995: Filipp Kirkorov · 
1997: Alla Poegatsjova · 
2000: Alsou · 
2001: Moemi Troll · 
2002: Premjer Ministr · 
2003: t.A.T.u. · 
2004: Joelia Savitsjeva · 
2005: Natalja Podolskaja · 
2006: Dima Bilan · 
2007: Serebro · 
2008: Dima Bilan · 
2009: Anastasija Prychodko · 
2010: Pjotr Nalitsj · 
2011: Aleksej Vorobjov · 
2012: Boeranovskije Baboesjki · 
2013: Dina Garipova · 
2014: The Tolmachevy Twins · 
2015: Polina Gagarina · 
2016: Sergej Lazarev · 
2018: Joelia Samojlova · 
2019: Sergej Lazarev · 
2021: Manizja
- International Standard Name Identifier: 0000 0004 6678 3060
- Library of Congress Control Number: no2019152429
- MusicBrainz: e18884d8-9ee4-4e24-9315-ac33e06a21d3
- Virtual International Authority File: 3233157162098778980005
- WorldCat: E39PBJcBYBPj6TgC67vMTC9Rrq